# Stevenson, Romagosa y Compañía
Stevenson, Romagosa y Compañía war ein spanischer Hersteller von Automobilen.

## Unternehmensgeschichte
Das Unternehmen aus Barcelona begann 1921 mit der Produktion von Automobilen. 1925 endete die Produktion. Der Markenname lautete SRC.

## Fahrzeuge
Das Unternehmen übernahm die Lizenzrechte von Automóviles Matas und fertigte die Fahrzeuge ohne größere Veränderung. Es entstanden Fahrzeuge mit Vierzylindermotoren. Zur Auswahl standen Motoren von Dorman und MAG.